# Enrique Isla y Bolumburu
Enrique Isla y Bolumburu (Madrid 1854- Madrid 1929) fue un médico ginecólogo español. En 1903 fue nombrado  Decano de la Maternidad Provincial de Madrid desde donde mejoró  la situación de las mujeres que daban a luz en el Centro y además contribuyó a la formación de numerosos ginecólogos españoles.

## Trayectoria profesional
Nació en Madrid en 1854 y terminó la licenciatura de Medicina en 1875 y el doctorado un año después, ambas  en la Universidad de Madrid.
En 1877 ingresó por oposición en el Cuerpo Facultativo de la Beneficencia Municipal de Madrid, siendo destinado al servicio de Cirugía.	
Entre 1880 y 1889 tuvo a su cargo la sala de partos de la Maternidad Provincial de Madrid y en 1903 fue nombrado Decano de la Maternidad.
En 1885 Inauguró la primera sala de operaciones del Hospital Provincial de Madrid con carácter de quirófano moderno, estableciéndola en el centro del jardín como pabellón aislado donde fue pionero de la histerectomía en España.
En 1908 ingresó en la Real Academia Nacional de Medicina leyendo un discurso sobre textura y funciones del peritoneo y en 1910 fue nombrado Decano del Hospital Provincial de Madrid.
Formó a numerosos ginecólogos españoles y falleció en Madrid en 1929.

## Publicaciones
Algunas obras destacadas fueron las siguientes:
"Una nueva teoría de la septicemia, fundada en trabajos de laboratorio sobre el flujo loquial", 
"Un caso de extirpación total de la vejiga de la orina", 
"Influencia de las enfermedades febriles en el curso de la gestación", 
"Diagnóstico previo del sexo de la criatura, basado en la auscultación del feto" 